# Villa Verdi

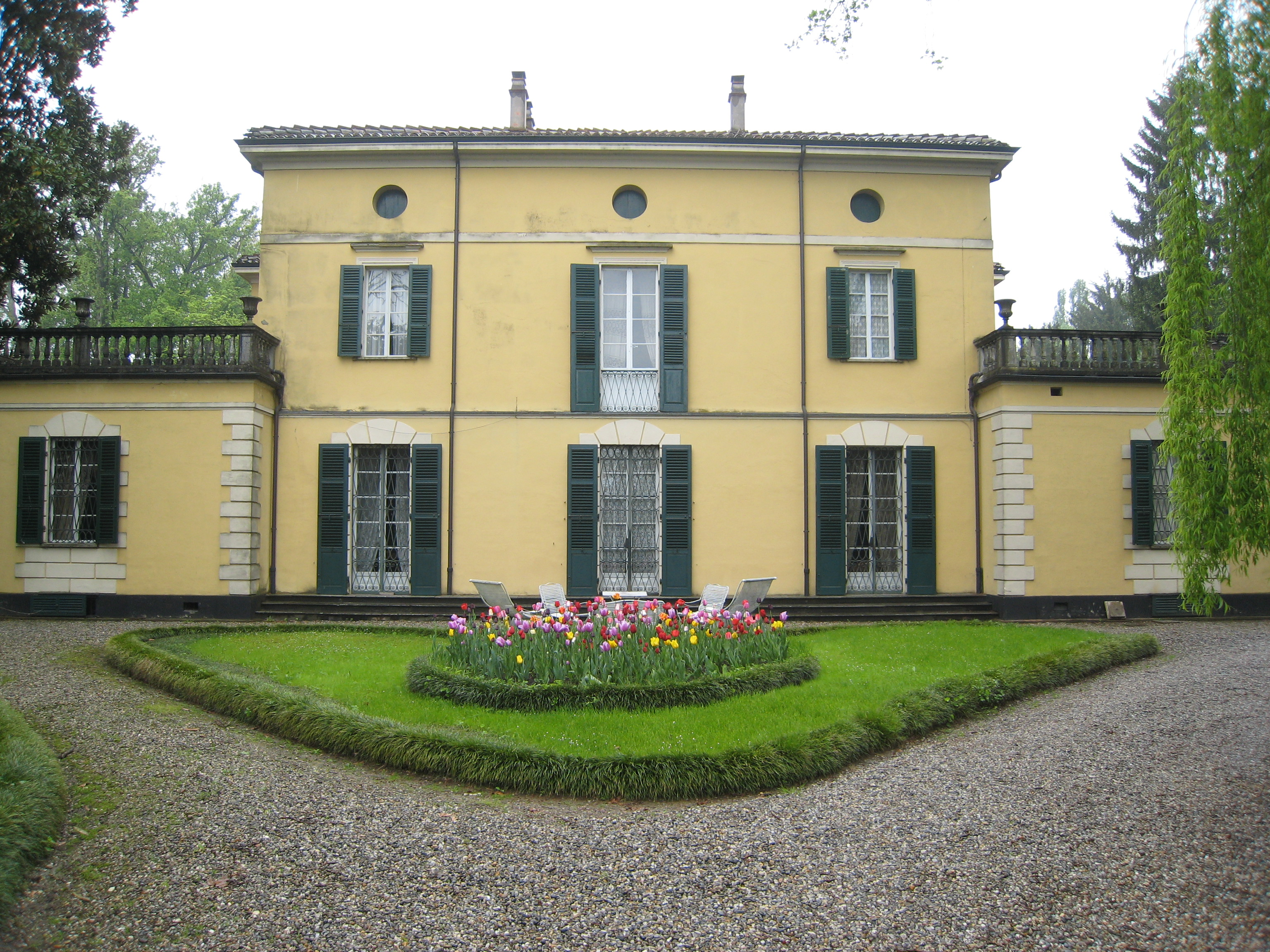
Villa Verdi en Sant'Agata

Villa Verdi es la casa que el compositor Giuseppe Verdi poseyó desde 1848 hasta el final de su vida en 1901. Está localizada en el pueblo de Sant'Agata en la comuna de Villanova sull'Arda en la provincia italiana de Piacenza, a unos ocho kilómetros del pueblo de Le Roncole, donde nació en 1813, y de la ciudad de Busseto donde vivió desde 1824.
Después de comprar la propiedad en la que empezó a construir su casa en 1848 y, después de varias parones e inicios, se completó en 1880. Originalmente, la casa estuvo ocupada por sus padres, pero, después de la muerte de su madre, su padre regresó a Busseto. Verdi Y Giuseppina Strepponi, la cantante de ópera con quien vivía con anterioridad a su matrimonio en 1859, se mudaron a la Villa en 1851.

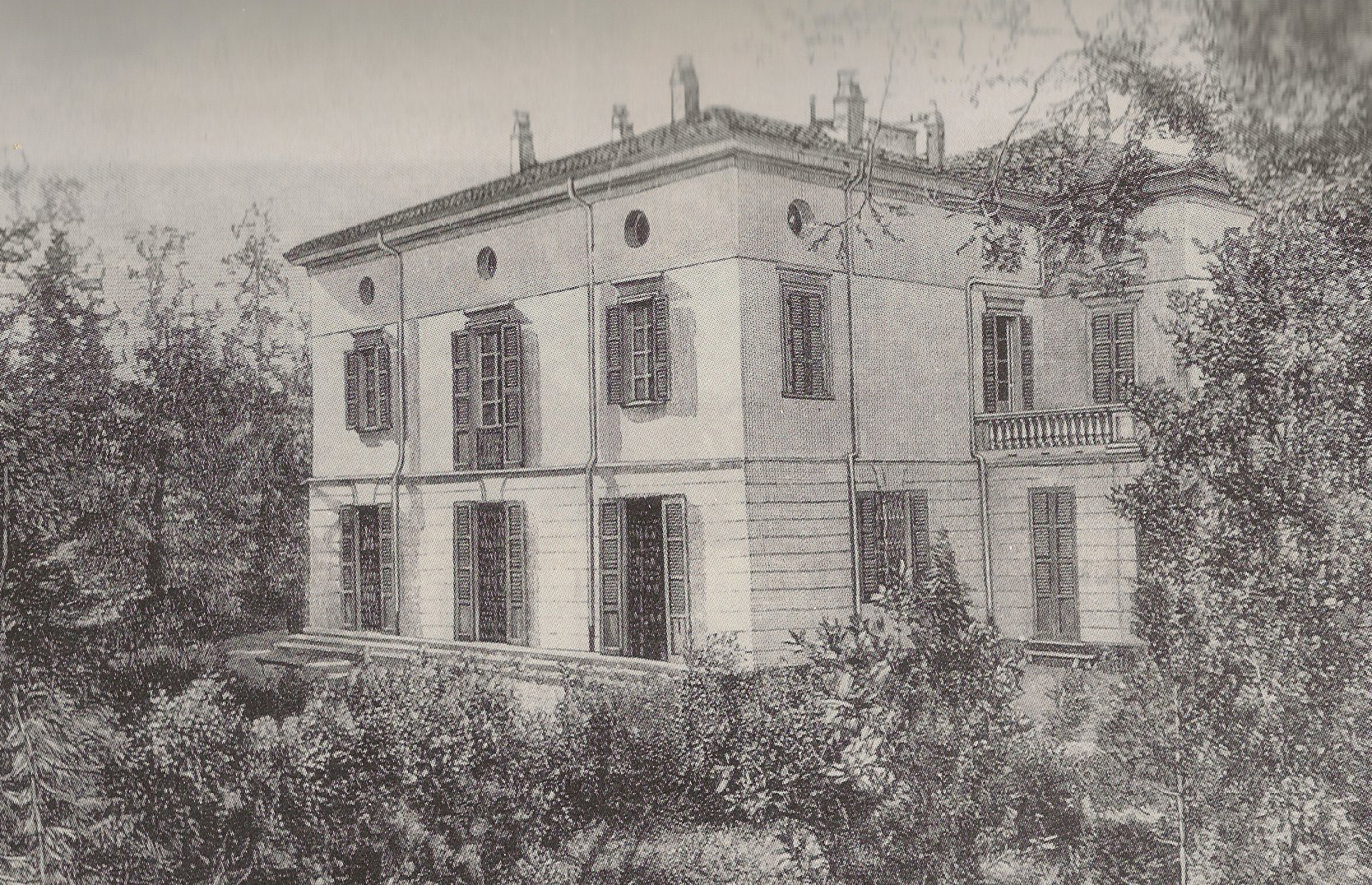
Villa Verdi como se veía en 1859—1865.

Verdi amplió la casa original en la propiedad para añadir dos alas con terrazas delante, además de invernaderos, una capilla y garajes para carruajes en la parte trasera. Además, gran parte del tiempo de Strepponi y Verdi lo ocuparon con una considerable expansión del parque que rodea la casa y la plantación de muchos árboles, algunos bastante exóticos en su origen.
Además de sus visitas a ciudades europeas, a veces invernando en Génova, y parte de los inviernos de 1862 y 1863 en Rusia para el estreno de La forza del destino, la mayor parte de la vida de Verdi la vivió en la Villa. Después de la muerte de Strepponi en 1897, Verdi pasó menos tiempo allí. Supervisó personalmente la administración de la finca y dirigió un negocio agrícola rentable.

## Visitas a la Villa Verdi

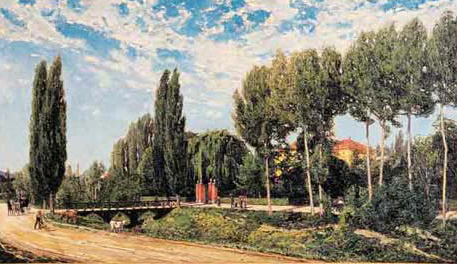
Vista de la Villa Verdi en una pintura de 1870.

Hoy, la Villa es propiedad de descendientes de la prima pequeña de Verdi, Maria Filomena Verdi, a quien Verdi y su esposa criaron como hija. Es la familia Carrara-Verdi y viven todo el año en partes de la Villa. Los visitantes pueden ver cinco habitaciones ubicadas en la planta baja del ala sur que fueron ocupadas por el compositor y su esposa. Otras habitaciones de arriba fueron utilizadas por sirvientes e invitados.
Las habitaciones incluyen la habitación de Strepponi con su cama con dosel original, donde murió en noviembre de 1897; el camerino dominado hoy por el piano Fritz que Verdi utilizó desde la época de Rigoletto en 1851 hasta Aida en 1871; la habitación de Verdi donde dormía y trabajaba; además del estudio fuera de la habitación, donde Verdi generalmente mantenía sus cuentas, ahora contiene partituras para piano y muchos recuerdos relacionados con la vida de Verdi. La sala final, la sala Grand Hotel et de Milan, contiene los muebles de la Habitación 157 del Hotel de Milán, que se encuentra cerca de La Scala y donde Verdi murió el 27 de enero de 1901. La sala también contiene la camisa que Verdi llevaba puesta en su muerte, más una máscara mortuoria. Los visitantes también pueden ver los carruajes de Verdi y recorrer el parque que contiene más de 100 variedades de árboles y la casa de hielo.